# Марко Циндрић
Марко Циндрић (Загреб, 6. април 1984) хрватски је позоришни и телевизијски глумац.

## Филмографија

### Телевизијске улоге
- 2008. — Заувијек сусједи
- 2011. — Дневник плавуше
- 2011. — Под сретном звијездом
- 2012. — Лоза
- 2013. — Ларин избор
- 2013. — Тајне
- 2014. — Ватре ивањске
- 2014. — Глас народа
- 2015. — Црно-бијели свијет
- 2015. — Куд пукло да пукло
- 2018. — Драги сусједи
- 2018. — Чиста љубав
- 2018. — Рат прије рата
- 2018. — Конак код Хилмије
- 2019. — Тко жели бити милијунаш?
- 2020. — Нестали

### Филмске улоге
- 2011. — Један
- 2012. — Брија
- 2013. — Амнезијак на плажи
- 2013. — Није све у лови
- 2013. — Кратки спојеви
- 2014. — Број 55
- 2014. — Вјетар пуше како хоће
- 2016. — Због тебе
- 2016. — ЗГ80
- 2016. — 102 Пункс

### Сихронизација
- 2003. — Нинџа корњаче
- —  Т.У.Ф.Ф.Пупи
- —  Кунг фу Панда:Легенде о феноментастичном
- 2011. — Мала, велика панда
- 2012. — Викторијус
- 2012. — Крш и лом
- 2013. — Кудс
- 2013. — Роби-узбуна на Орлову Врху
- 2013. — Ники Дејс
- 2013. — Авиони
- 2013. — Биг Тајм Раш
- 2013. — Свиндл
- 2013. — Супер шпијунке
- 2013. — Санјеј и Крејг
- 2014. — Уклета кућа Хатхавајових
- 2014. — Прича о играчкама:Ноћ вештица
- —  Жар и чудовишни стројеви
- —  Слугтера
- —  Чудновили родитељи
- —  Сунђер Боб Коцкалоне
- 2015. — Цепање Адама
- 2015. — Хенри опасан
- 2016. — Промена игре
- 2016. — Повратак у дивљи запад
- 2016. — Кућа Бука
- 2016. — Рокенрол школа
- 2016. — Певајте са нама
- 2018. — Витешка дружина
- 2018. — Спајдермен:Нови свет
- 2019. — Доживотна родбина